# Three's a Crowd
Three's a Crowd est une série télévisée américaine de sitcom en vingt-deux épisodes de 23 minutes, diffusés entre le 25 septembre 1984 et le 9 avril 1985 sur ABC.

## Fiche technique
Sauf indication contraire, les informations mentionnées dans cette section peuvent être confirmées par la base de données cinématographiques IMDb,  présente dans la section « Liens externes ».
- Titre original : Three's a Crowd
- Réalisation : Dave Powers
- Scénario : George Burditt, Brian Cooke, Johnnie Mortimer, Martin Rips, Michael Ross, Joseph Staretski, Bernie West, Mark Tuttle, Rich Reinhart, Budd Grossman, Phil Mishkin, Lissa Levin, Karyl Miller, David Mirkin, Korby Siamis, Stan Burns, Marty Farrell, Norman Chandler Fox et Paul Wayne
- Casting : Marc Schwartz et Victoria Burrows
- Montage : Patrick Williams et John Doutt
- Décors : Laura Richarz
- Costumes : Lucinda Campbell
- Production : Martin Rips, Joseph Staretski et George Sunga
  - Producteur associé : Wendy Blair
  - Producteur délégué : George Burditt, Michael Ross et Bernie West
- Sociétés de production : NRW Productions et Bergman-Taffner Productions
- Société de distribution : DLT Entertainment, FremantleMedia Enterprises
- Chaîne d'origine : ABC
- Pays d'origine :  États-Unis
- Langue originale : anglais
- Genre : Sitcom
- Durée : 23 minutes